# 蒙古猪毛菜
蒙古猪毛菜（学名：Salsola ikonnikovii）是苋科猪毛菜属的植物。分布于蒙古以及中国大陆的内蒙古等地，多生在砂丘以及砂地，目前尚未由人工引种栽培。